# 柳匠郎
柳 匠郎（やなぎ たくろう、1989年9月12日 - ）は、愛知県名古屋市出身の元ハンドボール選手。
実弟はハンドボール選手の柳雄大。

## 来歴
名城大学時代は2010年に西日本学生選手権大会で優秀選手賞を受賞。
2011年は東海学生春季リーグで最優秀選手賞を受賞した。
2012年6月9日・10日にスカイホール豊田（愛知県豊田市）で行われたJAPAN CUP 2012の前座試合（日本代表男子U-21対トヨタ車体、実業団愛知選抜）では、日本代表男子U-21の先発メンバーとして出場し、3得点を挙げた。大会後に日本ハンドボールリーグのトヨタ紡織九州に加入した。
2014-15年シーズンからチームの主将を務めていたが、2016年8月26日に「社会人としてのルール違反が目立つ」ことからチームの契約を解除された。

## 詳細情報

### 年度別成績
| 年       | チーム         | 試合 | フィールド 得点 | 率   | 7m    | 合計   | 警告 | 退場 | 失格 |
| -------- | -------------- | ---- | --------------- | ---- | ----- | ------ | ---- | ---- | ---- |
| 2012-13  | トヨタ紡織九州 | 16   | 9/18            | .500 | 11/12 | 20/30  | 0    | 0    | 0    |
| 2013-14  | トヨタ紡織九州 | 10   | 6/14            | .429 | 0/1   | 6/15   | 0    | 0    | 0    |
| 2014-15  | トヨタ紡織九州 | 12   | 27/56           | .482 | 19/21 | 46/77  | 1    | 3    | 0    |
| 2015-16  | トヨタ紡織九州 | 7    | 7/14            | .500 | 2/3   | 9/17   | 0    | 0    | 0    |
| JHL：4年 | JHL：4年       | 45   | 49/102          | .480 | 32/37 | 81/139 | 1    | 3    | 0    |

- 各年度の太字はリーグ最高

### 背番号
- 13 (2012年 - 2016年)